# The Business (periodico)
 The Business, ex Sunday Business, è un settimanale economico in lingua inglese, pubblicato dal '96 al 2006 di domenica come alternativa al Financial Times.

## Storia
A causa di gravi difficoltà finanziarie, nel 2006 fu ceduto dal fondatore Tom Rubython a David e Frederick Barclay, già proprietari del The Daily Telegraph.

Nell'autunno del 2006, Andrew Neil, alla guida del gruppo editoriale Press Holdings, impose una nuova veste grafica a The Business, tentando di trasformarlo in un magazine.
Il 13 febbraio 2008, The Business annunciò l'uscita dell'ultimo numero e la sua chiusura definitiva, aprendo alla nascita del nuovo The Spectator Business.